# Ursula Floßmann
Ursula Floßmann (* 14. Oktober 1944 in Freistadt) ist eine österreichische Juristin, emeritierte Universitätsprofessorin an der Universität Linz und Feministin.

## Leben
Ursula Floßmann studierte 1962 bis 1966 Rechtswissenschaften an der Universität Wien, wo sie promoviert wurde. Anschließend war sie Assistentin am Institut für Deutsches Recht an der Universität Linz und habilitierte sich 1976. 1977 wurde sie dort Professorin und Institutsvorständin des Instituts für Österreichische und Deutsche Rechtsgeschichte. Von 2010 bis zu ihrer Emeritierung 2011 war sie Vorständin des Instituts für Legal Gender Studies. Sie ist Begründerin und Herausgeberin der Linzer Schriften zur Frauenforschung und Mitherausgeberin der Linzer Schriften zu Gender und Recht.
Sie bezeichnet sich selbst als Feministin. Floßmann war 1998 Mitglied des Gertraud-Knoll-Personenkomitees Oberösterreich. Die Linzer Grünen-Stadträtin Eva Schobesberger, sie war Universitätsassistentin bei Floßmann, bezeichnete sie als ihr Vorbild.

## Arbeits- und Forschungsschwerpunkte
- Österreichische und Europäische Privat- und Verfassungsrechtsgeschichte
- Frauenrechts- und Geschlechtergeschichte
- Legal Gender Studies

## Auszeichnungen
- 1995 Käthe-Leichter-Preis für die Frauengeschichte der Arbeiterinnen und Arbeiterbewegung
- 2007 Großes Goldenes Ehrenzeichen der Stadt Linz für Verdienste um die Wissenschaft und Forschung
- 2012 Großes Silbernes Ehrenzeichen für Verdienste um die Republik Österreich
- 2014 Gabriele-Possanner-Würdigungspreis für ein Lebenswerk im Zeichen der Geschlechterforschung

## Schriften (Auswahl)
- Landrechte als Verfassung. Springer Verlag, Berlin/New York 1976 (Zugleich Habil.-Schrift).
- Frauenrechtsgeschichte. Ein Leitfaden für den Rechtsunterricht. Trauner Verlag, Linz 2004.
- Mit Herbert Kalb: Die Beurteilung von Unehelichkeit bei Benedikt Finsterwalder. Anmerkungen zum Illegitimitätsdiskurs im österreichischen usus modernus. In: Ulrike Aichhorn und Alfred Rinnerthaler (Hrsg.): Scientia iuris et historia. Roman Kovar Verlag, Hennef 2004, S. 175–205.
- Mit Karin Neuwirth: Frauenrechtsgeschichte und historische Geschlechterordnungen (= Linzer Schriften zu Gender und Recht, Band 60), Trauner Verlag, Linz 2017, ISBN 978-3-99062242-1.
- Die beschränkte Grundrechtssubjektivität der Frau. Ein Beitrag zum österreichischen Gleichheitsdiskurs. In: Silvia Ulrich (Hrsg.): Kritisches Rechtsdenken I. Von der feministischen Rechtsgeschichte zu Legal Gender Studies (= Linzer Schriften zu Gender und Recht, Band 64), Trauner Verlag, Linz 2020, S. 32–71, ISBN 978-3-99113-056-7.
- Mit Herbert Kalb und Karin Neuwirth: Österreichische Privatrechtsgeschichte. 9. Auflage, Verlag Österreich, Wien 2023, ISBN 978-3-7046-9176-7 (zuerst 1983).